# Bandikot bengalski
Bandikot bengalski (Bandicota bengalensis) – gatunek ssaka z podrodziny myszy (Murinae) w obrębie rodziny myszowatych (Muridae), występujący w Azji Południowej i Południowo-Wschodniej.

## Taksonomia
Gatunek po raz pierwszy zgodnie z zasadami nazewnictwa binominalnego opisał w 1835 roku brytyjski zoolog John Edward Gray nadając mu nazwę Arvicola bengalensis. Holotyp pochodził z Bengalu, w Indiach.
Morfologicznie gatunek ten najbardziej wyróżnia się spośród Bandicota i bywał plasowany w odrębnym rodzaju Gunomys. Takson politypowy, ale liczba, rozpoznanie i rozmieszczenie podgatunków wymagają przeglądu taksonomicznego; do tego czasu autorzy Illustrated Checklist of the Mammals of the World uznają ten takson za gatunek monotypowy.

### Etymologia
- Bandicota: zniekształcona nazwa pandi-kokku oznaczająca w telegu „świnio-szczura”. Rodzima nazwa bandikota odnosi się do jego zwyczaju chrząkania jak świnia podczas ataku lub podczas biegania w nocy[21].
- bengalensis: Bengal, Indie[22].

## Morfologia

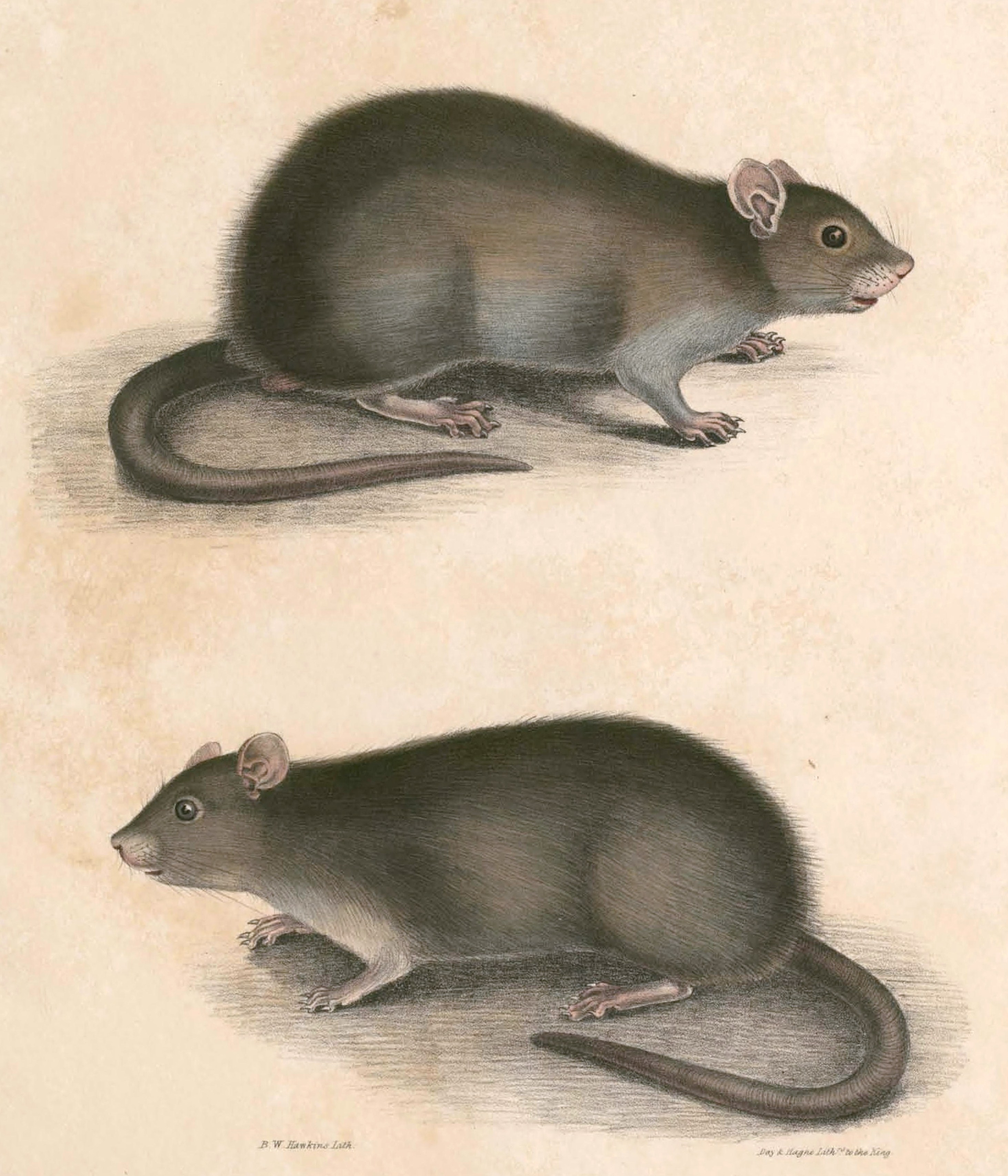
XIX-wieczna ilustracja

Bandikot bengalski osiąga długość ciała (bez ogona) 161–243 mm, długość ogona 112–188 mm, długość tylnej stopy 27–38 mm; brak danych dotyczących masy ciała. Ma tępo zakończony, lekko zadarty nos. Wierzch ciała jest pokryty mieszanką płowych i ciemnobrązowych włosów, przez co wygląda na szarobrązowy. Spód ciała jest szary, włosy czasem mają płowe końcówki. Ogon jest jednolicie ciemnobrązowy. Stopy są pokryte ciemnobrązowymi lub szarobrązowymi włosami i wyposażone w długie, wąskie pazury. Górne siekacze są skierowane do przodu, z kremowym lub pomarańczowym szkliwem. Podobny bandikot indochiński (B. savilei) ma bardziej spiczasty nos, siekacze skierowane ku tyłowi i dłuższe, węższe stopy.

## Występowanie
Bandikot bengalski naturalnie występuje w północnym i południowo-wschodnim Pakistanie, na większości obszaru Indii, w Nepalu, Bangladeszu, Sri Lance i Mjanmie. Introdukowany w Arabii Saudyjskiej (Dżudda), Tajlandii (Phuket), na Półwyspie Malejskim (Penang) oraz Sumatrze i Jawie.

## Ekologia
Spotykany do 3500 m n.p.m. W naturze zamieszkuje tereny podmokłe, lasy tropikalne i subtropikalne, a także namorzynowe. Współcześnie najczęściej jest spotykany na terenach rolniczych takich jak pola ryżowe, a pojawia się także w miastach. Prowadzi głównie nocny tryb życia. Dobrze pływa, buduje złożone systemy norw. Żywi się roślinami i ich nasionami, a także pokarmem zwierzęcym takim jak skorupiaki i mięczaki.

## Populacja
Międzynarodowa Unia Ochrony Przyrody uznaje bandikota bengalskiego za gatunek najmniejszej troski. Nie są znane zagrożenia dla istnienia gatunku, w Indiach występuje w ponad 25 obszarach chronionych. Ocenia się, że jego liczebność rośnie, jest pospolity; jest często uznawany za szkodnika.